# Olusẹgun Ọbasanjọ
Oluṣẹgun Matthew Okikiọla Arẹmu Ọbasanjọ (ur. 3 marca 1937 w Abeokuta) – emerytowany generał armii Nigerii i były dwukrotny prezydent Nigerii, w latach 1976–1979 jako przewodniczący Federalnego Rządu Wojskowego, a od 1999 do 2007 demokratycznie wybrany prezydent. Jest chrześcijaninem pochodzącym z plemienia Joruba.

## Dzieciństwo i kariera wojskowa
Olusẹgun Ọbasanjọ urodził się w Abeokuta w obecnym stanie Ogun, a dorastał w Owu w tym samym stanie. W wieku 18 lat wstąpił do armii. Po przejściu szkolenia został oficerem i w czasie wojny domowej w Nigerii walczył po stronie wojsk rządowych przeciwko zbuntowanej Biafrze.

## Szef Federalnego Rządu Wojskowego
Po udziale w zamachu stanu dokonanym 29 lipca 1975 r. przez gen. Murtalę Mohammeda został mianowany jego zastępcą. 13 lutego 1976 r. Murtala Mohammed zginął w zamachu i Ọbasanjọ, jako dotychczasowa osoba numer dwa, został głową państwa.
Przeprowadził program reform, w tym poprawę jakości administracji i ukończył rozpoczęte przez Murtalę Mohammeda przygotowania do przekazania władzy administracji cywilnej. 1 października 1979 r. urząd prezydenta objął Shehu Shagari, polityk z Narodowej Partii Nigerii i Ọbasanjọ został pierwszym afrykańskim przywódcą wojskowym, który dobrowolnie oddał władzę w ręce cywilne.

## Późniejsza działalność
W 1991 Ọbasanjọ ubiegał się o urząd sekretarza generalnego ONZ, jednak został pokonany przez Boutrosa Boutros-Ghalego z Egiptu.
Podczas rządów dyktatury wojskowej gen. Sani Abachy (1993–1998) Ọbasanjọ otwarcie krytykował władze za łamanie praw człowieka i w 1995 został skazany na 15 lat pozbawienia wolności za udział w spisku mającym doprowadzić do obalenia Abachy. Po nagłej śmierci Abachy 8 czerwca 1998 Ọbasanjọ został wypuszczony na wolność przez nową głowę państwa, Abdulsalami Abubakara. Podczas pobytu w więzieniu Ọbasanjọ stał się nowo narodzonym chrześcijaninem (był uczniem kaznodziei dr. Danny’ego McCaina).

## Prezydent
Olusẹgun Ọbasanjọ uzyskał nominację Ludowej Partii Demokratycznej (PDP) jako jej kandydat na prezydenta. Wygrał wybory przeprowadzone 27 lutego 1999 r., uzyskując 62,6% głosów i 29 maja tego samego roku objął urząd, zostając w ten sposób pierwszym cywilnym prezydentem Nigerii po ponad 15 latach rządów wojskowych. W czasie swojej prezydentury odbył wiele podróży zagranicznych, starając się naprawić negatywny wizerunek Nigerii, jaki dominował w państwach zachodnich w wyniku działań poprzedników. W polityce wewnętrznej skłócony był zarówno z dwuizbowym parlamentem, jak i z własną partią. Udało mu się jednak przetrwać próby impeachmentu i wprowadzić ustawy antykorupcyjne, a także uzyskać nominację na kandydata PDP w następnych wyborach.
Wybory z 19 kwietnia 2003 nabrały charakteru religijnego, gdyż głównym oponentem Ọbasanjọ został gen. Muhammadu Buhari (wojskowy przywódca Nigerii w latach 1983–1985), który miał poparcie muzułmańskiej północy kraju. Jednocześnie dopatrzono się nieprawidłowości w przebiegu głosowania, ostatecznie jednak Ọbasanjọ ponownie został wybrany prezydentem z przewagą 11 milionów głosów nad Buharim.
Druga kadencja odznaczała się aktywniejszą polityką wewnętrzną. W polityce gospodarczej oparł się na technokratach i okres recesji trwający od 1987 zamienił się we wzrost gospodarczy na poziomie 6% rocznie. Rezerwy walutowe wzrosły z 2 mld USD w 1999 do 43 mld w 2007.
Za swoje działania antykorupcyjne był chwalony na całym świecie, jak i krytykowany za selektywność, która miała uderzać w jego oponentów politycznych. Nigdy także nie udało się zwalczyć korupcji na poziomie stanów w ten sam sposób, jak na poziomie federalnym.
Pod koniec drugiej kadencji Ọbasanjọ próbował znowelizować prawo, by móc ubiegać się o trzecią kadencję, lecz w wyniku silnej opozycji poddał się. Po upływie kadencji zachował przywództwo w swojej partii i niejako z tylnego siedzenia kontroluje działania rządu.

## Życie prywatne
Ọbasanjọ był dwukrotnie żonaty. Najpierw z Lyndą Ọbasanjọ, a następnie ze Stellą Ọbasanjọ. Obie żony nie żyją. Natomiast jego liczne dzieci mieszkają w Nigerii, USA i Wielkiej Brytanii.